# Лохово (Закарпатская область)
Ло́хово (укр. Лохове) — село в Ивановецкой сельской общине Мукачевского района Закарпатской области Украины.
Известно с 1241 года. Население в 2024 году составляло 1186 человек. Почтовый индекс — 89634. Телефонный код — 3131. Занимает площадь 2,268 км². Код КОАТУУ — 2122785201.